# Kharg (ö)
Kharg (persiska: خارگ, Kharg; جزیره خارگ, Jazireh-ye Kharg), eller Khark (خارک), är en ö nära hamnstaden Ganaveh i provinsen Bushehr i Iran. Denna ö bildades för 14 000 år sedan enligt geologer. Många historiska fynd har hittats på ön. På ön ligger orten Kharg.